# Placide de Meester
Raoul Marie Joseph François Léopold de Meester (en religion Dom Placide de Meester) est un moine bénédictin et historien belge, né le 9 février 1873 à Anvers et mort le 28 novembre 1950 à Rome.

## Biographie
D'une famille patricienne d'Anvers, petit-fils d'Edmond de Coussemaker et frère d'Emmanuel de Meester, Raoul de Meester suit ses humanités gréco-latines au Collège Saint-Benoît de Maredsous, puis de philosophie et de théologie au Collège Saint-Anselme à Rome. 
Ordonné prêtre pour l'ordre de Saint-Benoît à l'abbaye de Maredsous en 1897, il est nommé préfet au Collège Saint-Anselme quelques mois plus tard, y enseignant notamment la liturgie grecque.
En 1918, il est chargé par son abbé, Dom Columba Marmion, de négocier à Rome la séparation des monastères belges de la Congrégation de Beuron afin de fonder la nouvelle congrégation bénédictine (érigé par le pape Benoît XV en 1920), dont il sera le procureur général jusqu'à sa mort. Il est également économe de la communauté bénédictine de Saint-Calixte, à la demande du cardinal Gasquet.
Spécialiste de la liturgie byzantine, réalisant de nombreux voyages d'études et rapporteur de plusieurs congrès internationaux, il est nommé consulteur de la Congrégation pour les Églises orientales en 1923, puis de la Commission pontificale pour la codification du droit ecclésiastique oriental en 1937, avant d'être promu archimandrite du Patriarcat melkite catholique d'Antioche deux ans plus tard.

## Publications
- De Monachico statu juxta disciplinam byzantinam (1942)
- Rituale - Benedizionale Bizantino (Rome, 1930)
- The Liturgy of Saint-Peter, par Humphrey William Codrington (préface, 1936)
- Études sur la théologie orthodoxe (Maredsous, 1911)
- Voyage de deux Bénédictins aux monastères du Mont-Athos (1908)

## Littérature
- Biographie nationale de Belgique, volume 7, Académie royale de Belgique